# Motjärnen, Härjedalen
Motjärnen är en sjö i Härjedalens kommun i Härjedalen och ingår i Ljusnans huvudavrinningsområde. Sjön har en area på 0,0665 kvadratkilometer och ligger 367,5 meter över havet.

## Delavrinningsområde
Motjärnen ingår i det delavrinningsområde (688970-143396) som SMHI kallar för Ovan 688532-143574. Medelhöjden är 418 meter över havet och ytan är 32,05 kvadratkilometer. Räknas de 14 avrinningsområdena uppströms in blir den ackumulerade arean 203,9 kvadratkilometer. Norrälven som avvattnar avrinningsområdet har biflödesordning 2, vilket innebär att vattnet flödar genom totalt 2 vattendrag innan det når havet efter 231 kilometer. Avrinningsområdet består mestadels av skog (83 procent). Avrinningsområdet har 0,23 kvadratkilometer vattenytor vilket ger det en sjöprocent på 0,7 procent.